# Le Perroquet des Batignolles
Pour les articles homonymes, voir Batignolles.
Le Perroquet des Batignolles est un feuilleton radiophonique de Jacques Tardi et Michel Boujut, diffusé en 1997 sur France Inter. 
Ce feuilleton fut originellement diffusé quotidiennement entre 14 h 50 et 15 h dans le cadre de l'émission Sur un petit nuage, animée par Fabienne Chauvière. À noter que la rediffusion de l'épisode de l'après-midi était également programmée la nuit suivante. Le feuilleton compte un total de 110 épisodes, qui furent diffusés du lundi 3 février au vendredi 4 juillet 1997 (22 semaines). Pour chaque semaine de diffusion (c'est-à-dire 5 épisodes), les auteurs écrivaient le scénario et les dialogues à tour de rôle, parfois sans savoir ce qui arriverait la semaine suivante . Une suite a vu le jour l'année suivante, intitulée La Revanche du perroquet (55 épisodes), diffusée dans le cadre de l'émission Bien entendu de Michel Grégoire, aux alentours de 14 h 20, du lundi 13 avril au vendredi 3 juillet 1998. 
Une adaptation en bande dessinée scénarisée par Tardi et dessinée par Stanislas Barthélémy existe.
En janvier 2025, Radio France met en ligne l'intégralité des 110 épisodes du feuilleton sur sa plateforme.

## Synopsis
Oscar Moulinet et sa compagne Edith se voient remettre une boîte à musique. Celle-ci contient une bande magnétique qui porte un bout du testament d'Emil Schmutz, un faussaire de génie. Cependant, d'autres individus moins scrupuleux sont aussi à la recherche de ce testament. La piste des boîtes à musique s'avèrera remplie d'énigmes, de surprises et de meurtres…

## Fiche technique
- Réalisation : Jean–Mathieu Zahnd
- Scénario : Jacques Tardi et Michel Boujut
- Musique : Alain Vallarsa
- Bruitages : Bertrand Amiel

## Distribution
- Christophe Lemée : Oscar Moulinet
- Jean Benguigui : Patafoin
- Frédérique Cantrel : Édith Lamantin
- Jean-Paul Farré : Albert Lefâcheux
- Caroline Aperret : Clémence-Alice
- Claude Duneton : Étienne Lamantin
- Guy Piérauld : Inspecteur Lépidon
- André Dussollier : le soldat Boisnard
- José Artur : dans son propre rôle
- Bertrand Tavernier : dans son propre rôle
- Maurice Baquet : dans son propre rôle
- Jacques Testart : dans son propre rôle
- Jacques Tardi : dans son propre rôle
- Michel Boujut : dans son propre rôle